# ماساکی یومیبا
ماساکی یومیبا (ژاپنی: 弓場 将輝؛ زادهٔ ۱۳ مهٔ ۲۰۰۲) یک بازیکن فوتبال اهل ژاپن است.
از باشگاه‌هایی که در آن بازی کرده‌است می‌توان به باشگاه فوتبال اوئیتا ترینیتا اشاره کرد.